# ییلدیزلی
ییلدیزلی (به ترکی استانبولی: Yıldızeli) (به کردی: Norxan) 
(به زازاکی: Yenixan) (به ارمنی: Ենիխան) شهری است در کشور ترکیه که در استان سیواس واقع شده‌است. جمعیت این شهر بر اساس سرشماری سال ۲۰۰۸ میلادی ۹٬۴۳۰ نفر و بر اساس برآوردهای سال ۲۰۰۹ میلادی ۸٬۹۹۳ نفر می‌باشد.